# イソップ (ブランド)

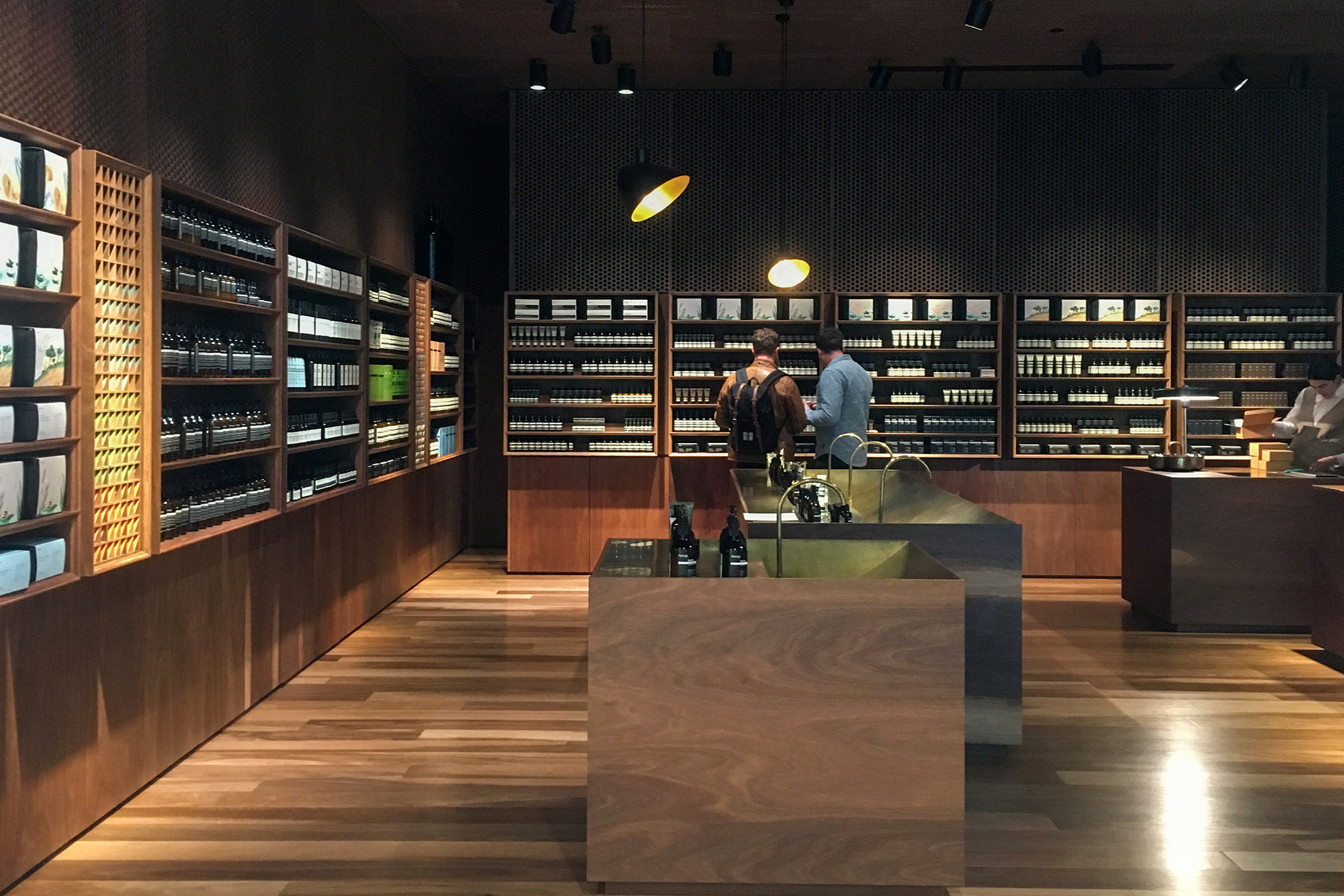
オーストラリアのEmporium Melbourneにある店舗

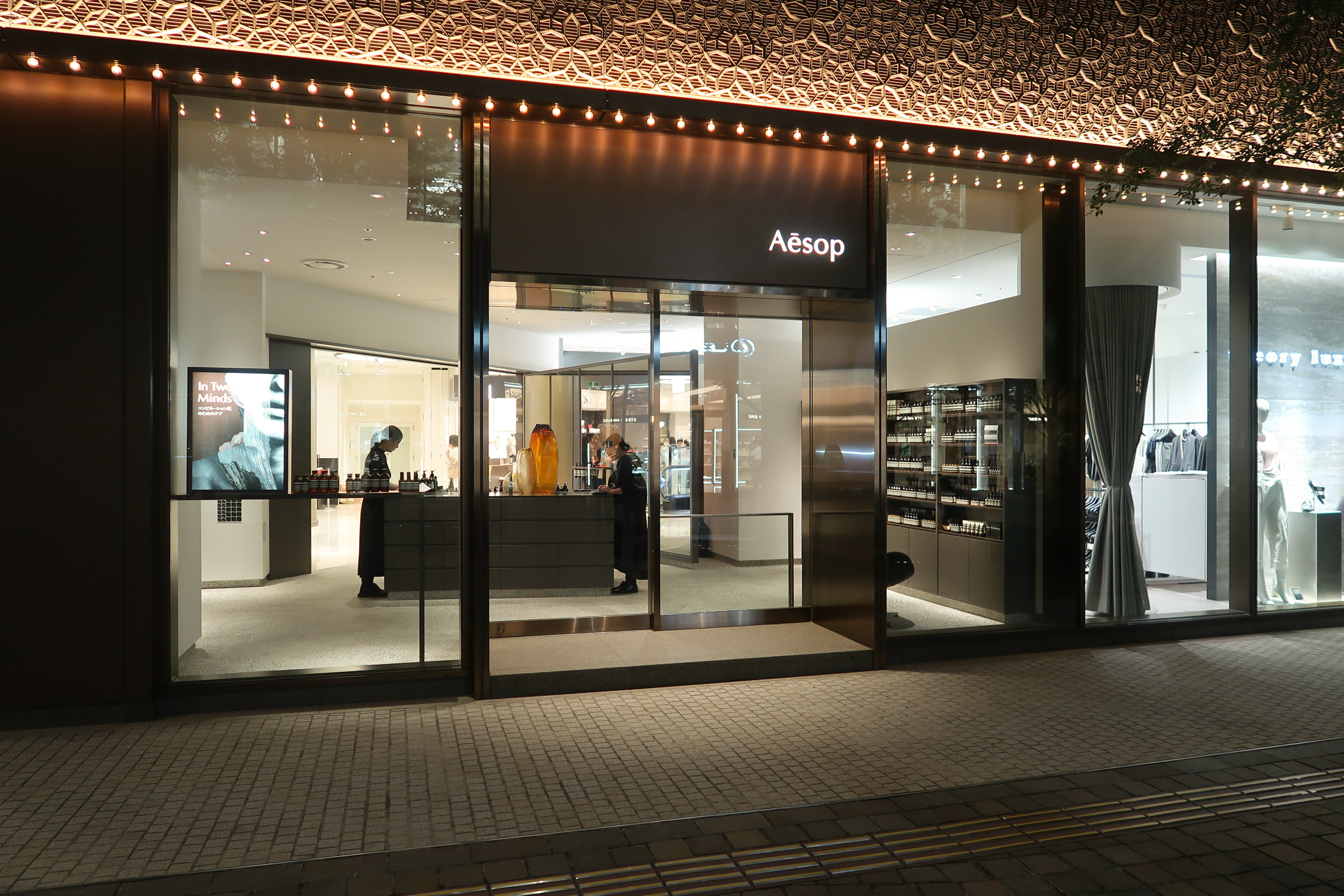
日比谷シャンテにある店舗

イソップ (Aēsop) は、オーストラリアのスキンケアブランドである。
ブラジルの会社ナチュラが所有し、スキンケアに加えてヘアケア、石鹸、フレグランスも製造する。店舗は建築家、インテリアデザイナー、アーティストらとコラボレーションして開発した独特なインテリアデザインを施す。2019年現在で25か国で320以上の販売拠点がある。

## 歴史
1987年にメルボルンのArmadaleで美容師のDennis Paphitisが設立した。現在、最高顧客責任者 (Chief Customer Officer) の Suzanne Santos は、当社の設立と成長に尽力した Paphitis の最初の従業員である。
2010年に Harbert Australia Private Equity が当社の株を少数購入し、イソップへ資本注入して成長に資金を供給した。2012年12月にイソップは、65パーセントの株式をブラジルの直販化粧品会社ナチュラに7,160万米ドル（約1億オーストラリアドル）で売却し、2016年12月にナチュラは全所有権を取得した。